# آب باريك (مقاطعة دهغلان)
آب‌باريك (بالفارسية: آب‌باریک) هي قرية تقع في قسم حومة دهغلان الريفي (مقاطعة دهغلان) في إيران. يقدر عدد سكانها بـ 367 نسمة .